# Acate
Acate é uma comuna italiana da região da Sicília, província de Ragusa, com cerca de 7.980 habitantes. Estende-se por uma área de 101,4 km², tendo uma densidade populacional de 79 hab/km². Faz fronteira com Caltagirone (CT), Chiaramonte Gulfi, Gela (CL), Mazzarrone (CT), Vittoria.

## Demografia
| Variação demográfica do município entre 1861 e 2011                               |
|                                                                                   |
| Fonte: Istituto Nazionale di Statistica (ISTAT) - Elaboração gráfica da Wikipedia |